# شاطئ تجويفي

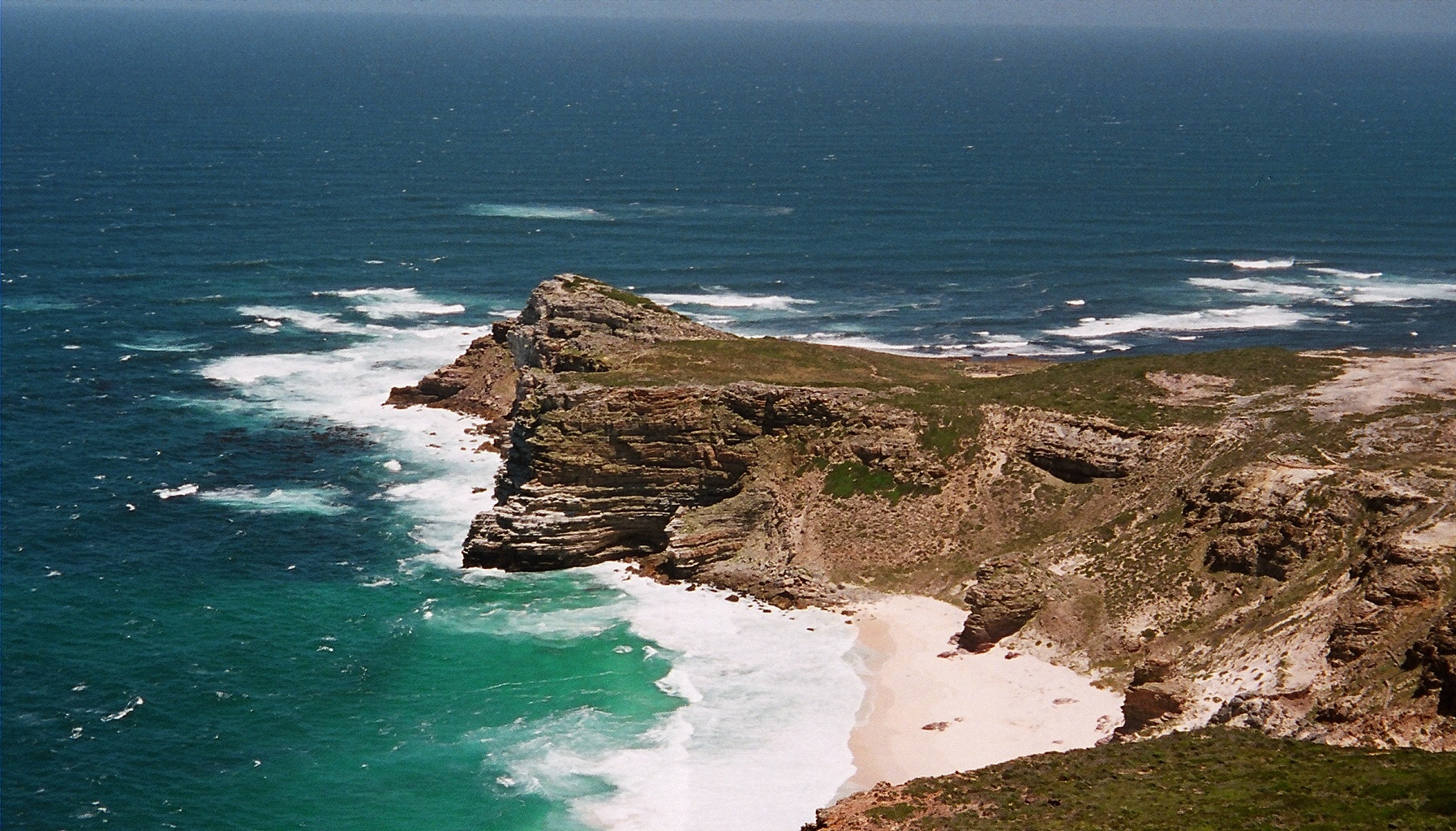
شاطئ تجويفي في رأس الرجاء الصالح

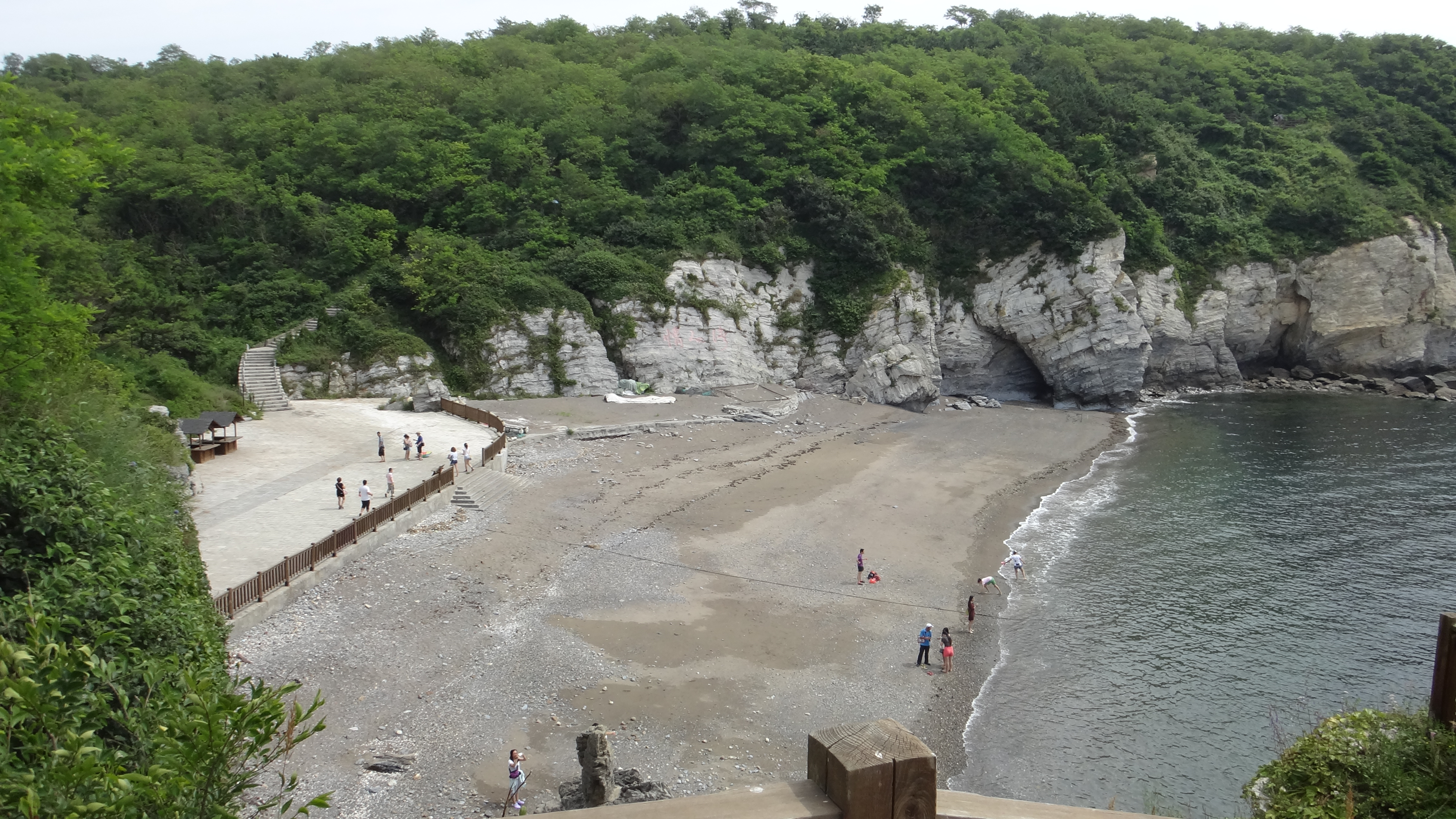
شاطئ تجويفي في داليان، الصين.

الشاطئ التجويفي أو شاطئ الجيب، هو شاطئ صغير جداً يقع بين المُرتفعات الصخرية أو المُرتفعات الجبلية والتي تحيطه من كُل جانب، وهي تقع في مساحة ضيقة جداً بين تلك المُرتفعات، هذه الشواطئ إما أن تكون طبيعية أو تكون صناعية، وتوجد العديد من هذه الشواطئ في العالم.